# Thaumatocranaus mirabilis
Espèce
Thaumatocranaus mirabilis est une espèce d'opilions laniatores de la famille des Ampycidae.

## Distribution
Cette espèce est endémique de la province de Chimborazo en Équateur. Elle se rencontre vers Alausí.

## Description
Le mâle holotype mesure 5 mm.
Le mâle décrit par Hara, Bragagnolo et Pinto-da-Rocha en 2017 mesure 3,55 mm.

## Systématique et taxinomie
Cette espèce a été décrite par Roewer en 1932.

## Publication originale
- Roewer, 1932 : « Weitere Weberknechte VII (7. Ergänzung der: "Weberknechte der Erde", 1923) (Cranainae). » Archiv für Naturgeschichte, (N.F.), vol. 1, p. 275–350.